# Noah Churchill
Noah Churchill Sørensen (* 6. Februar 2003 in Aarhus) ist ein dänischer Basketballspieler.

## Werdegang
Churchill spielte als Jugendlicher bei den Hadsten Hawks, dann in Aarhus für den Verein AGF (Aarhus Gymnastikforening) und in der Nachwuchsabteilung der Bakken Bears. Im Sommer 2020 wechselte er ins spanische Murcia. Er wurde in das erweiterte Aufgebot des Erstligisten UCAM Murcia CB aufgenommen und erhielt des Weiteren die Möglichkeit, in der vierthöchsten spanischen Liga EBA Einsatzzeit in Murcias Nachwuchsfördermannschaft zu sammeln. Im April 2021 wurde er erstmals in der Liga ACB eingesetzt.
Im November 2021 wurde er in Dänemarks Herrennationalmannschaft berufen. Churchill entschloss sich nach der Saison 2021/22, Spanien zu verlassen und aus persönlichen Gründen nach Dänemark zurückzukehren. In seinem letzten Spieljahr in Murcia war er ausschließlich in der Liga EBA eingesetzt worden, dabei erzielte er in 29 Spielen im Schnitt 9,5 Punkte. Im Juni 2022 vermeldeten die Bakken Bears Churchills Untervertragnahme. Mit der Mannschaft wurde er 2023 dänischer Meister und Pokalsieger. 2024 wiederholte er mit Bakken den Gewinn des dänischen Meistertitels.
Im Sommer 2024 wurde er vom deutschen Bundesligaverein BG Göttingen als Neuzugang vermeldet. Im August 2024 musste er sich einem Eingriff am Knie unterziehen und fiel anschließend lange aus.

### Persönliches
Laut einem spanischen Medienbericht ist Churchill ein Urenkel von Winston Churchill. Seine Großmutter wanderte im Alter von 16 Jahren nach Dänemark aus. Churchill selbst gab 2024 an, es sei nie nachgeforscht worden, ob ein Verwandtschaftsverhältnis bestehe und dass kein eindeutiger Nachweis für die Annahme vorliege. Auch sein älterer Bruder Liam Churchill wurde Basketballspieler im Leistungsbereich.